# Municipio de Divide (Dakota del Norte)
El municipio de Divide (en inglés: Divide Township) es un municipio ubicado en el condado de Dickey en el estado estadounidense de Dakota del Norte. En el año 2010 tenía una población de 79 habitantes y una densidad poblacional de 0,86 personas por km².

## Geografía
El municipio de Divide se encuentra ubicado en las coordenadas 46°14′9″N 98°3′51″O / 46.23583, -98.06417. Según la Oficina del Censo de los Estados Unidos, el municipio tiene una superficie total de 91.57 km², de la cual 90,97 km² corresponden a tierra firme y (0,66 %) 0,6 km² es agua.

## Demografía
Según el censo de 2010, había 79 personas residiendo en el municipio de Divide. La densidad de población era de 0,86 hab./km². De los 79 habitantes, el municipio de Divide estaba compuesto por el 98,73 % blancos, el 1,27 % eran asiáticos. Del total de la población el 0 % eran hispanos o latinos de cualquier raza.